# Machos (série télévisée, 2005)
Cet article concerne la série télévisée mexicaine. Pour la telenovela chilienne, voir Machos (série télévisée, 2003).
Machos, est une telenovela mexicaine diffusée en 2005 - 2006 par Azteca Trece (TV Azteca).

## Distribution
- Iliana Fox – Fernanda Garrido
- Héctor Bonilla – Angel Mercader
- Vanessa Acosta – Belén Martínez
- Julieta Egurrola – Valentina de Mercader
- Carlos Torres – Ariel Mercader
- Pedro Sicard – Alonso Mercader
- Cecilia Ponce – Ursula
- Plutarco Haza – Alex Mercader
- Jeannine Derbez – Consuelo Valdes
- Xavier Massimi – Adolfo Mercader
- Kenia Gazcon – Sonia Trujillo
- Fernando Noriega – Antonio Mercader
- Alejandra Aide – Madona Perez
- Alberto Casanova – Alberto Mercader
- Marcela Ruiz – Monica Salazar Villavicencio
- Rodrigo Cachero – Adan Mercader
- Angela Fuste – Isabela Fonseca
- José Alonso – Cabino
- Alejandra Urdain – Alicia
- Adrián Cue – Esteban
- Andrea Escalona – Karen Salazar Villavicencio
- José Carlos Rodríguez – Ebelio Martinez
- Concepción Márquez – Imelda Jaramillo

## Versions
- Machos (2003), produit par Canal 13.